# 富久山町堂坂
富久山町堂坂（ふくやままち　どうざか）は、福島県郡山市の大字である。郵便番号は963-0673。

## 地理
郡山市中部の富久山地区に属する。南西で富久山町北小泉、西で富久山町福原、北西で日和田町八丁目、北東で西田町根木屋、南東で田村郡三春町下舞木とそれぞれ隣接する。概ね町村制施行以前の田村郡芹沢村南西部の流れを汲む地域である。一級水系阿武隈川右岸部の平地とその東側の丘陵部を範囲とする。西側の阿武隈川沿いの平地に水田が広がり、東側の高台に集落や畑が位置する。富久山町福原に所在する郡山北警察署富久山交番、及び富久山町八山田に所在する郡山消防署富久山分署がそれぞれ管轄にあたる。

### 主な字
字
- 表
- 中森
- 堂坂
- 堂後

- 夢田
- 寺代
- 岩ケ作

### 河川・湖沼
一級水系阿武隈川水系
- 阿武隈川

## 歴史
- 1879年1月27日 - 旧守山藩領芹沢村が福島県内における郡区町村制の施行により田村郡の村となる。
- 1889年4月1日 - 町村制の施行により芹沢村が周辺11村と合併し田村郡巌江村が発足する。旧芹沢村域は巌江村の大字となる。
- 1889年7月23日 - 巌江村の一部が分立し小泉村が発足。旧芹沢村域の一部が小泉村の大字となる。
- 1894年 - 芹沢から堂坂へ改称される。
- 1954年3月31日 - 小泉村が安積郡富久山町に編入され、富久山町の大字となる。
- 1965年5月1日 - 富久山町が郡山市、安積郡全町村および田村郡田村町と合併し新たな郡山市が設立され、郡山市の大字となる。

## 世帯数と人口
2024年1月1日現在の世帯数と人口は以下の通りである。
| 大字         | 世帯数 | 人口  |
| ------------ | ------ | ----- |
| 富久山町堂坂 | 50世帯 | 131人 |

## 小・中学校の学区
市立小・中学校に通う場合、学区は以下の通りとなる。
| 番地 | 小学校             | 中学校             |
| ---- | ------------------ | ------------------ |
| 全域 | 郡山市立小泉小学校 | 郡山市立明健中学校 |

## 交通

### 道路
- 国道288号 富久山バイパス
- 福島県道73号二本松金屋線

## 施設等
- 堂坂集会所